# Beylikdüzü VİK
Beylikdüzü VİK (fullständigt namn på turkiska: Beylikdüzü Voleybol İhtisas Spor Kulübü) är en volleybollklubb från Istanbul, Turkiet. Klubben grundades 2014 under namnet Arma Yaşam Gençlik SK och spelade i Voleybol 3. Ligi (fjärdeligan). Klubben tog sitt nuvarande namn 2016. Den debuterade i Sultanlar Ligi (högstaligan) säsongen 2017-2018.